# マスキート
マスキート（イタリア語: Maschito）は、イタリア共和国バジリカータ州ポテンツァ県にある、人口約1,600人の基礎自治体（コムーネ）。

## 地理

### 位置・広がり

#### 隣接コムーネ
隣接するコムーネは以下の通り。
- フォレンツァ
- ジネストラ
- パラッツォ・サン・ジェルヴァージオ
- ヴェノーザ

## 行政

### 分離集落
マスキートには以下の分離集落（フラツィオーネ）がある。
- Caggiano, Cancada, Cantarella, Casano, Cerentino, Cerentino-Settanni, Cesina, Fontana d'Argento, Manes, Monte Calvello, Oreficicchio, Piano del Moro, Piano della Trinità, Serra della Nocelle, Sterpara